# Sweet About Me
Sweet About Me est une chanson de l'auteure-compositrice-interprète australienne Gabriella Cilmi. Elle est sortie le 26 avril 2008 en Australie en tant que premier single de Lessons to Be Learned, le premier album studio de la chanteuse.
La chanson a été remixée en 2010 puis ajoutée au second album de Gabriella Cilmi, Ten.